# Cultuurpaleis (Iași)

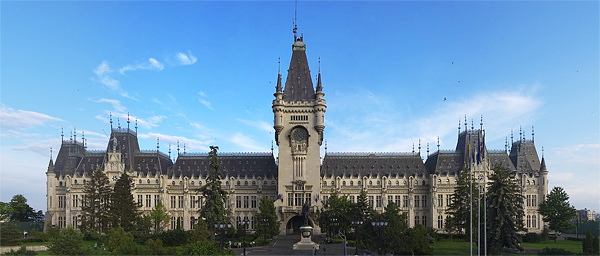
Cultuurpaleis van Iași

Het Cultuurpaleis van Iași (Roemeens: Palatul Culturii) is een neogotisch gebouw in de Roemeense stad Iași. De bouwwerken vonden plaats van 1906 tot 1925 en dienden ter vervanging van het toen vervallen oude vorstelijke hof van Moldavië. Met de bouw van het Cultuurpaleis wilde de Roemeense koning Carol I de stad een waar symbool schenken. Uiteindelijk werd het gebouw gebruikt om administratieve diensten in onder te brengen. De naam Cultuurpaleis kreeg het pas in 1955.
Dit imposante bouwwerk is verspreid over een totale oppervlakte van 35.000 m² en omvat 268 vertrekken en staat op de lijst van historische monumenten in Roemenië. Momenteel zijn er vier musea in ondergebracht:
- Kunstmuseum
- Museum voor Moldavische Geschiedenis
- Moldavisch Volkskundemuseum
- Museum voor Wetenschappen en Technologie

## Geschiedenis

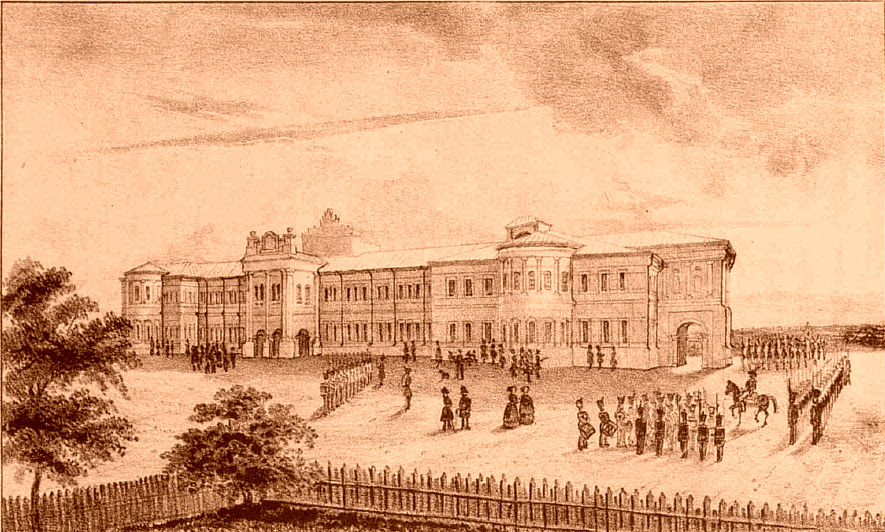
Vorstelijk paleis, begin 19e eeuw

De bouw van het Cultuurpaleis vond plaats op het terrein van het middeleeuwse vorstelijke hof van Moldavië en was aanvankelijk opgevat als een renovatie en uitbreiding van het voormalige vorstelijke paleis van Moldavië, dat dateerde van het begin van de 19e eeuw en herbouwd was in de jaren 1841-1843. De Roemeense architect Ion Berindei werd aangesteld om te zorgen voor het ontwerp en het toezicht op de bouwwerken. Daar waar het oude paleis in neoklassieke stijl was opgetrokken, koos Berindei voor het ontwerp voor een flamboyante neogotische stijl.

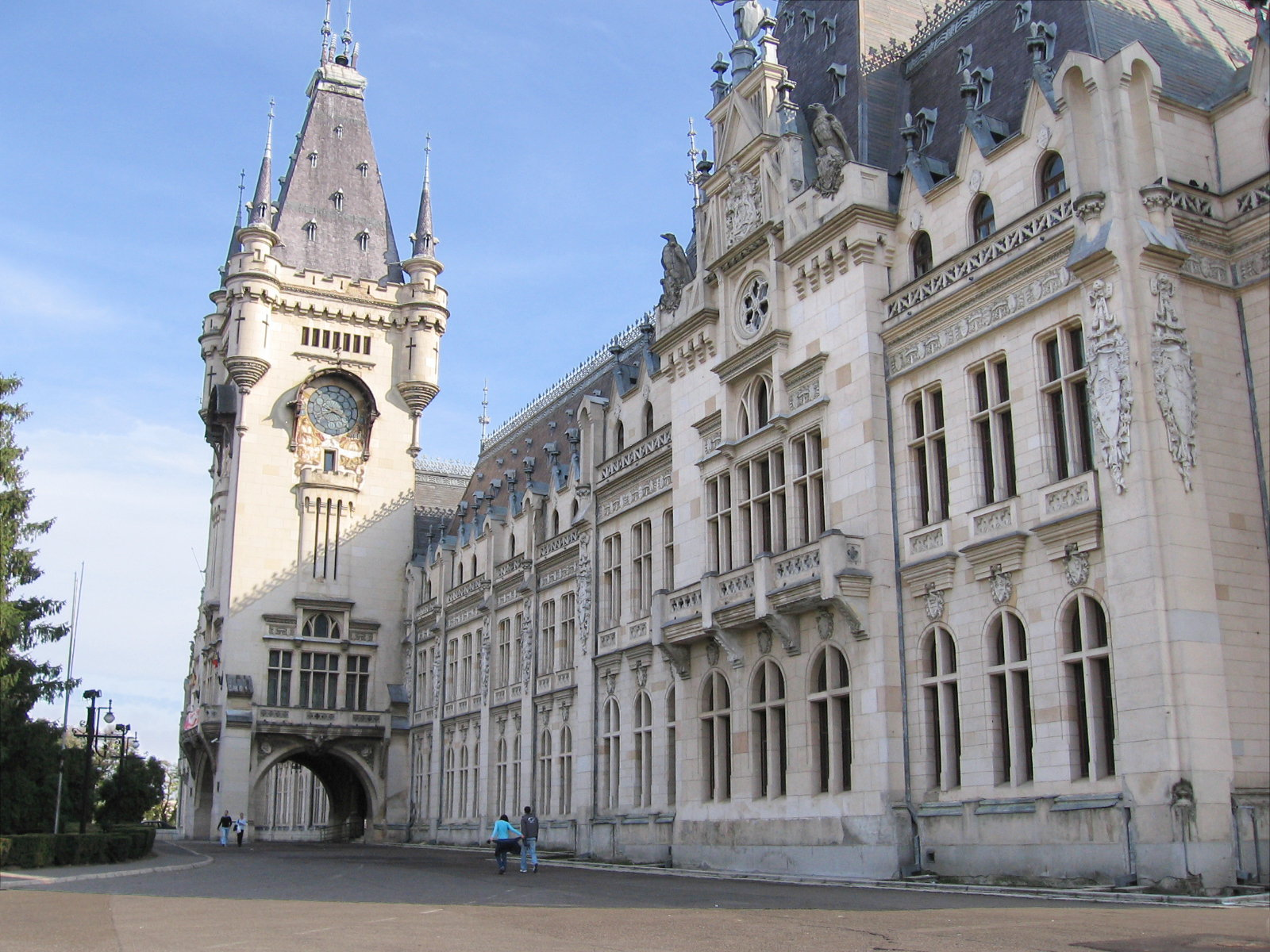
Voorgevel van het Cultuurpaleis

De werken op zich begonnen in 1906, maar werden stopgezet tijdens de Eerste Wereldoorlog omwille van een gebrek aan middelen. Het onafgewerkte gebouw bood wel een onderkomen voor Roemeense en Russische troepen, openbare instellingen en een militair ziekenhuis. De bouw werd voltooid op 11 oktober 1925 en een jaar later werd het bouwwerk officieel ingehuldigd door koning Ferdinand I.
In het gebouw huisden tot 1955 een rechtbank en andere openbare instellingen. Daarna kreeg het een louter culturele functie, alsook zijn huidige benaming Cultuurpaleis.
Tijdens de Tweede Wereldoorlog bood het gebouw ook onderdak aan Duitse en vervolgens Russische troepen. Het gebouw had enigszins te lijden onder de aardbeving van 1977. In 2008 gingen er nieuwe verbouwingswerken van start, die in april 2016 werden afgerond.